# Hyundai Heavy Industries
Hyundai Heavy Industries Co, Ltd. (HHI; koreański: 현대중공업 주식회사; RR: Hyeondae Junggongeop Jusik Hoesa) – największa na świecie firma zajmująca się budową statków i główny producent sprzętu ciężkiego. Jej główna siedziba znajduje się w Ulsan w Korei Południowej.

## Historia
HHI zostało założone w 1972 roku przez Chung Ju-yunga jako oddział Hyundai Group, a w 1974 roku zakończyło budowę swoich pierwszych statków. W 2002 roku firma została wydzielona z firmy macierzystej. HHI posiada cztery podstawowe działy biznesowe: Shipbuilding, Offshore & Engineering, Industrial Plant & Engineering oraz Engine & Machinery. HHI posiada również pięć spółek zależnych niezwiązanych z podstawową działalnością: Hyundai Electric & Energy Systems, Hyundai Construction Equipment, Hyundai Robotics, Hyundai Heavy Industries Green Energy oraz Hyundai Global Service.
Grupa Hyundai rozpoczęła działalność jako mała południowokoreańska firma budowlana w 1947 r., na której czele stał jej założyciel, koreański przedsiębiorca Chung Ju-yung. Inna szeroko znana i blisko związana z nią koreańska firma, Hyundai Motor Company, została założona w 1967 roku, pięć lat przed powstaniem Grupy Przemysłu Ciężkiego. Ta firma motoryzacyjna została również założona przez Chunga.
Nazwa jest nieformalną romanizacją koreańskiego 현대 (hyeondae) oznaczającego „współczesny”, co było wizją Chunga dla założonej przez niego grupy firm.